# Rolf Wiedemann
Rolf Wiedemann (Leipzig, 22 april 1922 – Weil der Stadt, december 1995) was een Duits componist en dirigent.

## Leven
Wiedemann studeerde van 1931 tot 1939 viool en piano aan het Konservatorium Leipzig en van 1936 tot 1939 aan de Hochschule für Musik und Theater "Felix Mendelssohn Bartholdy" in Leipzig. In 1939 werd hij Kurkapelmeester in Bad Salzungen, Thüringen. Na de Tweede Wereldoorlog werkte hij van 1948 tot 1961 als Musikdirektor in Onstmettingen (nu: Albstadt) in Baden-Württemberg. In 1962 vertrok hij naar Weil der Stadt in Baden-Württemberg en werkte daar eveneens als Musikdirektor. In 1975 werd hij ook leider van de jeugd-muziekschool van de Stadtkapelle Holzgerlingen en medeoprichter van een jeugdharmonieorkest aldaar. In december 1995 overleed hij onverwachts.

## Composities

### Werken voor harmonieorkest
- 1954 Spanische Reminiszenzen
- 1955 Glockenhymne
- 1969 The new continent
- Die vier Temperamente
- Brass Parade
- Five Beat Suite